# Hector Hyppolite

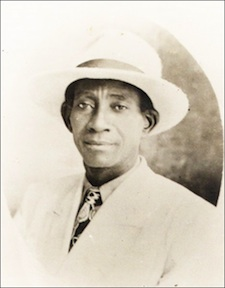
Hector Hyppolite

Hector Hyppolite (* 16. September 1894 in Saint-Marc (Haiti); † 9. Juni 1948 in Port-au-Prince) war ein haitianischer Maler. Er gilt als der „große Meister der haitianischen Kunst“.

## Leben und künstlerisches Wirken
Hyppolite war ein Voodoo-Priester (Houngan) in dritter Generation. Er betätigte sich als Schuhmacher und Anstreicher, bevor er sich als Autodidakt der Kunstmalerei zuwandte. In den Jahren von 1915 bis 1920 war er im Ausland, vor allem in New York und Kuba. Obwohl er später behauptete, diese Jahre in Afrika, etwa in Dahomey und Äthiopien, verbracht zu haben, wird dies eher für einen Fall von verkaufsfördernder Mythenbildung als für ein Faktum gehalten.
Der einflussreiche Schriftsteller, Journalist und Politiker Philippe Thoby-Marcelin wurde auf Hyppolites künstlerisches Talent aufmerksam und holte ihn im Jahr 1946 in die Hauptstadt Port-au-Prince. Dort arbeitete Hyppolite im Atelier von Dewitt Peters, einem Aquarellmaler und Lehrer aus den Vereinigten Staaten, der im Rahmen der „Politik der guten Nachbarschaft“ nach Haiti gekommen war, um die englische Sprache zu unterrichten. Während seiner Zeit bei Peters nahm er Voodoo-Themen in sein Schaffen auf.

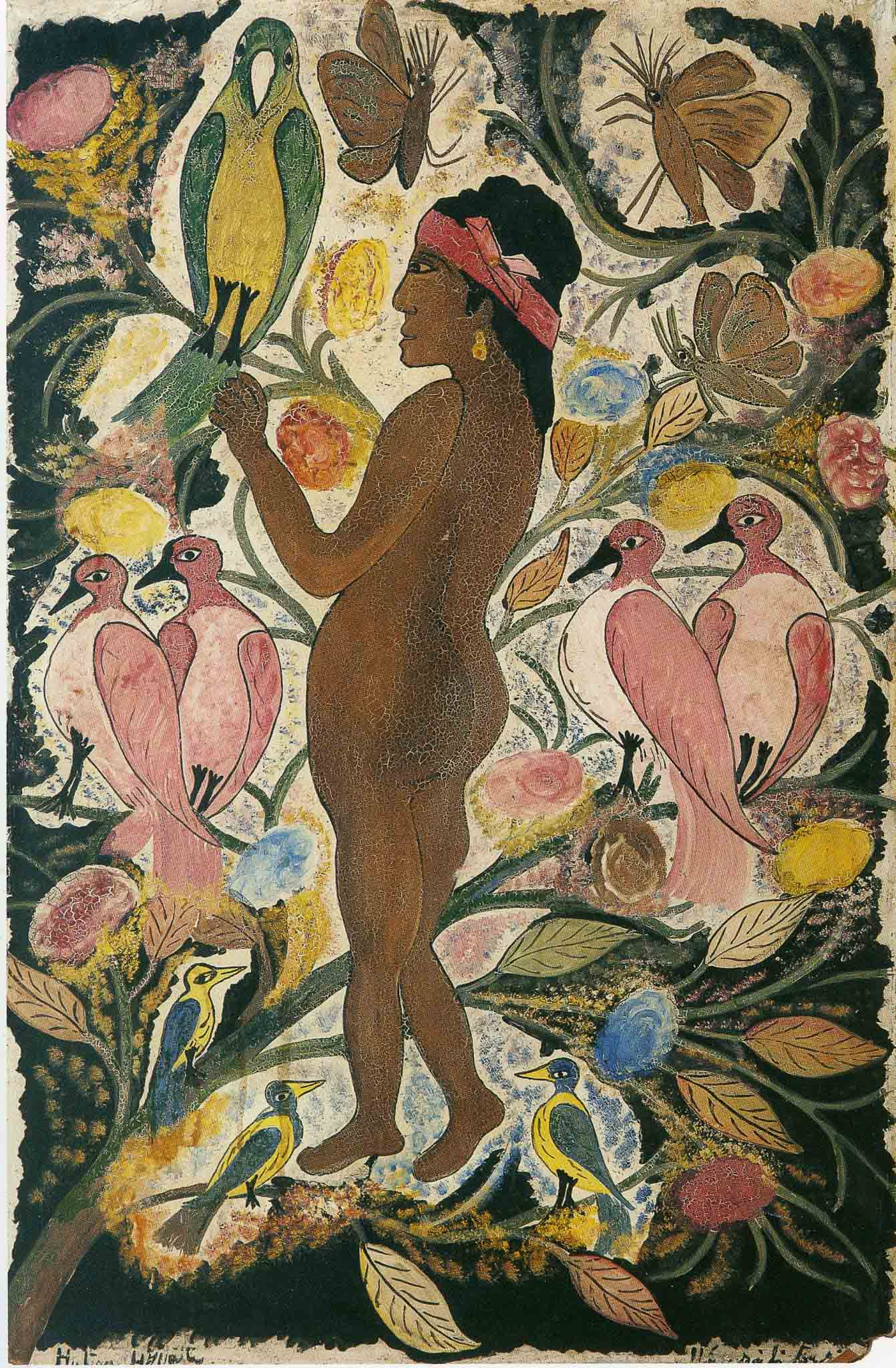
„Maitresse Erzulie“ oder „La femme aux oiseaux“

André Breton, ein führender französischer Surrealist kam zusammen mit dem kubanischen Künstler Wifredo Lam nach Haiti. Die beiden kauften Gemälde von Hyppolite. Breton schrieb über Hyppolites Arbeit in „Der Surrealismus und die Malerei“. Bretons Wertschätzung für Hyppolites Werk machten ihn und die haitianische Malerei allgemein einem breiteren Publikum bekannt. Im Januar 1947 stellte Hyppolite auf einer UNESCO-Ausstellung in Paris aus und wurde begeistert aufgenommen. Der amerikanische Schriftsteller Truman Capote lobte Hyppolites Malerei, indem er feststellte: „da es darin nichts gibt, was raffiniert übernommen wurde“.
Hyppolite war ein leidenschaftlicher Maler, der vor allem Voodoo-Szenen darstellte und in den letzten drei Jahren seines Lebens zwischen 250 und 600 Gemälde schuf. Ein großer Teil seines Werks wurde durch seine Hingabe an seine Arbeit als Priester beeinflusst. Nachdem er sich jedoch als aktiver Houngan zurückgezogen hatte, spiegelte sein Werk die dunkleren Aspekte des haitianischen Voodoo wider.

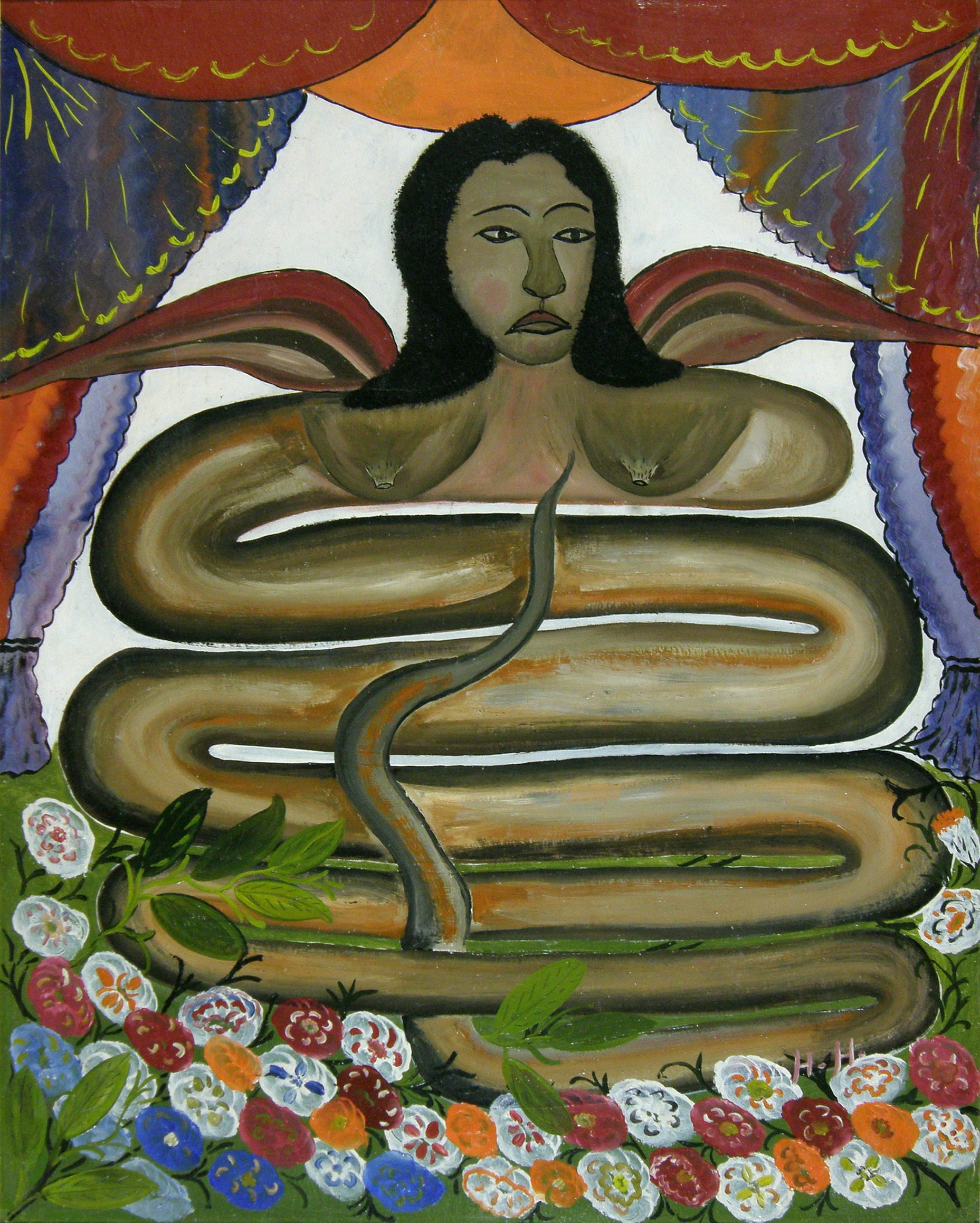
„Damballah La Flambeau“

Er starb im Alter von 54 Jahren in Port-au-Prince.

## Ausgewählte Werke
- Maitresse Erzulie (La femme aux oiseaux)
- Damballah La Flambeau
- Magicien à triple yeux
- La Mulâtresse